# Ernst Büchner
Ernst Büchner (18 de marzo de 1850 - 25 de abril de 1924) fue un químico industrial alemán, por quien se nombra al embudo Büchner que conectado a un kitasato (o matraz Büchner) con bomba de vacío se utiliza en procesos de filtración. La patente de sus  invenciones se publicó en 1888.

## Biografía
Su padre fue el farmacéutico, químico, industrial y político Wilhelm Büchner. Ernst también fue sobrino del dramaturgo Georg Büchner y del filósofo, fisiólogo y médico Ludwig Büchner. Büchner estudió química en Tübingen. En su disertación, abordó el tema de la separación de clorbromanilinas. 
En 1882, Ernst Büchner se hizo cargo de la gestión de la empresa familiar. En 1890 dividió el Pfungstadt que operaba en las "fábricas ultramarinas de Estados Unidos". La creación de un acuerdo de este tipo fue en respuesta a la "petroquímica" emergente cuyo mayor crecimiento finalmente resultó en la extinción de la compañía en 1893.
Büchner se casó por primera vez con su prima Mathilda Büchner (6 de enero de 1850 - 1 de abril de 1908) y tuvo dos niños con ella, el químico Carl Büchner (28 de junio de 1877 - 9 de julio de 1929) y el pintor Friedrich (Fritz) Büchner (1 de abril de 1880 - 22 de junio de 1965). Después de su divorcio en 1885, se casó con Marie Ludovike Karoline von Ferber (6 de agosto de 1850 - 20 de abril de 1925). De este matrimonio surgió Anton Büchner (28 de julio de 1887 - 27 de agosto de 1985), el primer biógrafo de los hermanos Büchner.